# The Void – Experiment außer Kontrolle
The Void – Experiment außer Kontrolle (Originaltitel: The Void) ist ein US-amerikanischer Science-Fiction-Thriller aus dem Jahr 2001. Regie führte Gilbert M. Shilton, der gemeinsam mit Geri Cudia Barger auch das Drehbuch schrieb.

## Handlung
Thomas Abernathy führt im Auftrag des Unternehmens Filadyne Experimente durch, die die Energieversorgung verbessern sollen. Er will ein Schwarzes Loch erschaffen. Die als Physikerin ausgebildete Eva Soderstrom arbeitet im Team Abernathys und hat eine Beziehung mit ihrem Kollegen Steven Price.
Soderstroms Vater starb einige Jahre zuvor beim vergleichbaren Versuch. Sie ist überzeugt, dass das Experiment gefährlich ist. Soderstrom versucht, Abernathy aufzuhalten.

## Kritiken
Die Redaktion von TV Spielfilm 4/2008 spottete, der Film sei ein „Loch“, bei dem sie schwarz sehe. Er sei „billig gefilmt“ und „schlucke“ jegliche Spannung.

## Hintergründe
Der Film wurde in British Columbia gedreht. Er wurde im September 2001 in Ungarn und im März 2002 in den USA auf Video veröffentlicht.